# Michael Walchhofer
Michael Walchhofer (Radstadt, 28. travnja 1975.) je austrijski alpski skijaš.